# Pia Massaci
Pia Massaci właśc. Olimpia Teodora Massaci (ur. 17 września 1908 w Konstancy, zm. 14 grudnia 1992 w Bukareszcie) – rumuńska malarka.

## Życiorys
Była córką prawnika Alexandru Massaciego i jego żony Virginii. Studiowała malarstwo w Akademii Sztuk Pięknych w Bukareszcie, pod kierunkiem Jeana Ala Steriadiego.

## Twórczość
Po raz pierwszy zaprezentowała publicznie swoje obrazy w 1935, na wystawie zbiorowej w Salonul Oficial w Bukareszcie, w 1938 na wystawie indywidualnej. Malowała głównie pejzaże i sceny rodzajowe, oprócz malarstwa sztalugowego zajmowała się także tkaniną artystyczną. Podpisywała swoje prace: Pia Massaci-Căpșuneanu, Pia Massaci lub Pia Massaci Cojocaru. Prace artystki znajdują się w Muzeum Miejskim w Bukareszcie, a także w kolekcjach prywatnych w Rumunii, Francji, Niemczech, Polsce, Izraelu i Kanadzie.

## Pamięć
W 2022 w Muzeum Miejskim w Bukareszcie otwarto retrospektywną wystawę dzieł artystki, w 30 rocznicę jej śmierci.

## Galeria

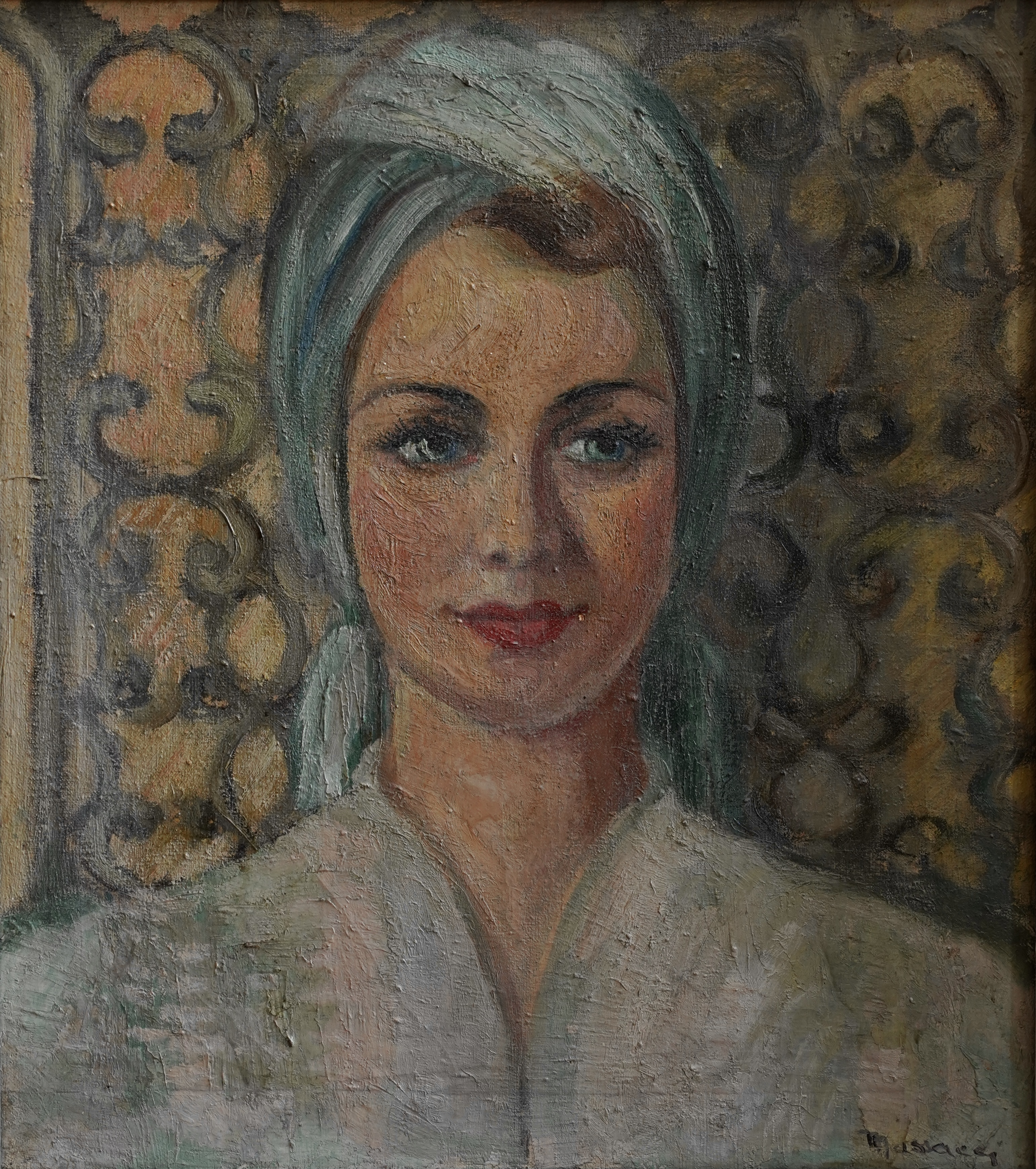
Autoportret w turbanie
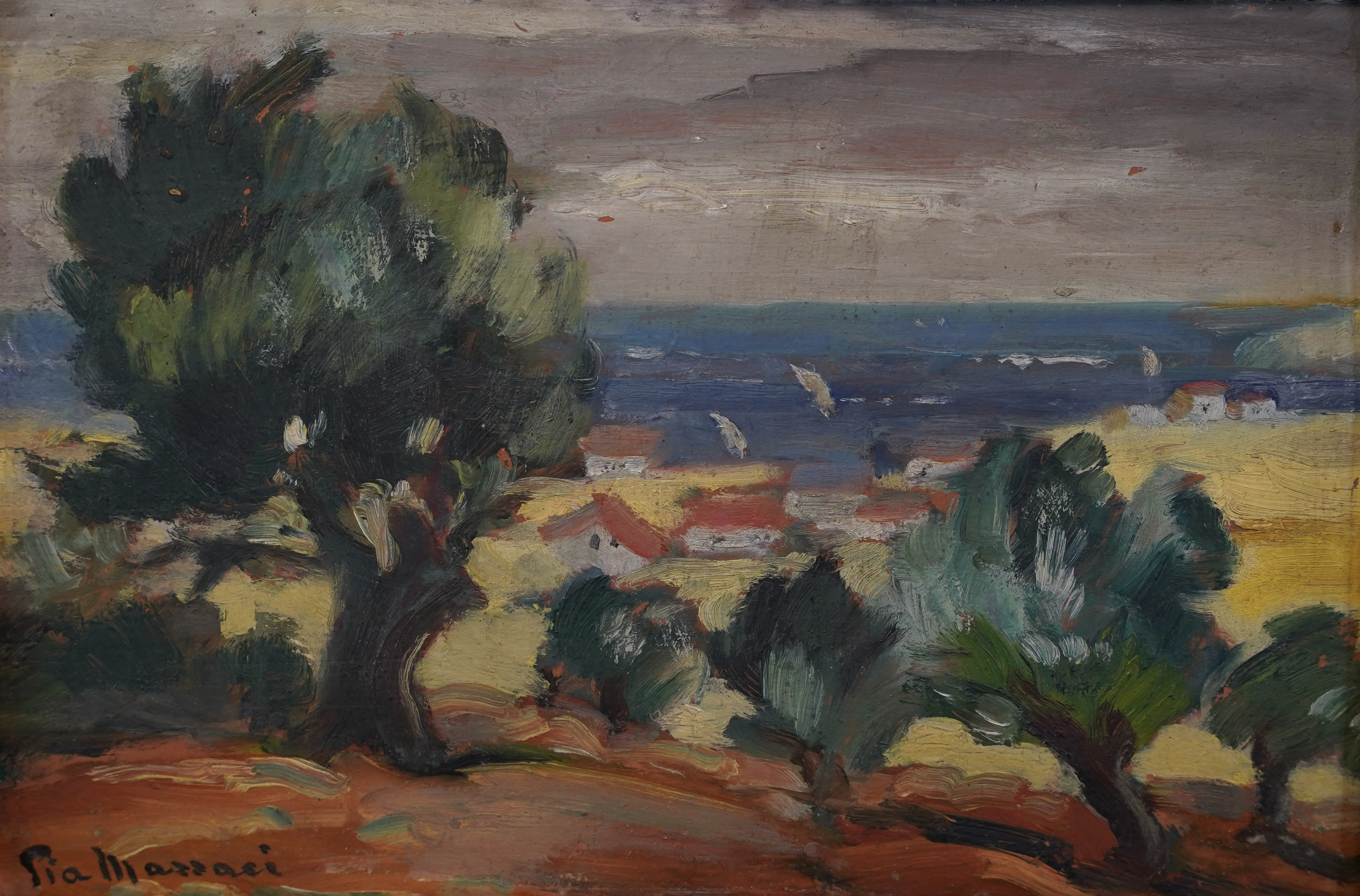
Pejzaż nadmorski z albatrosem
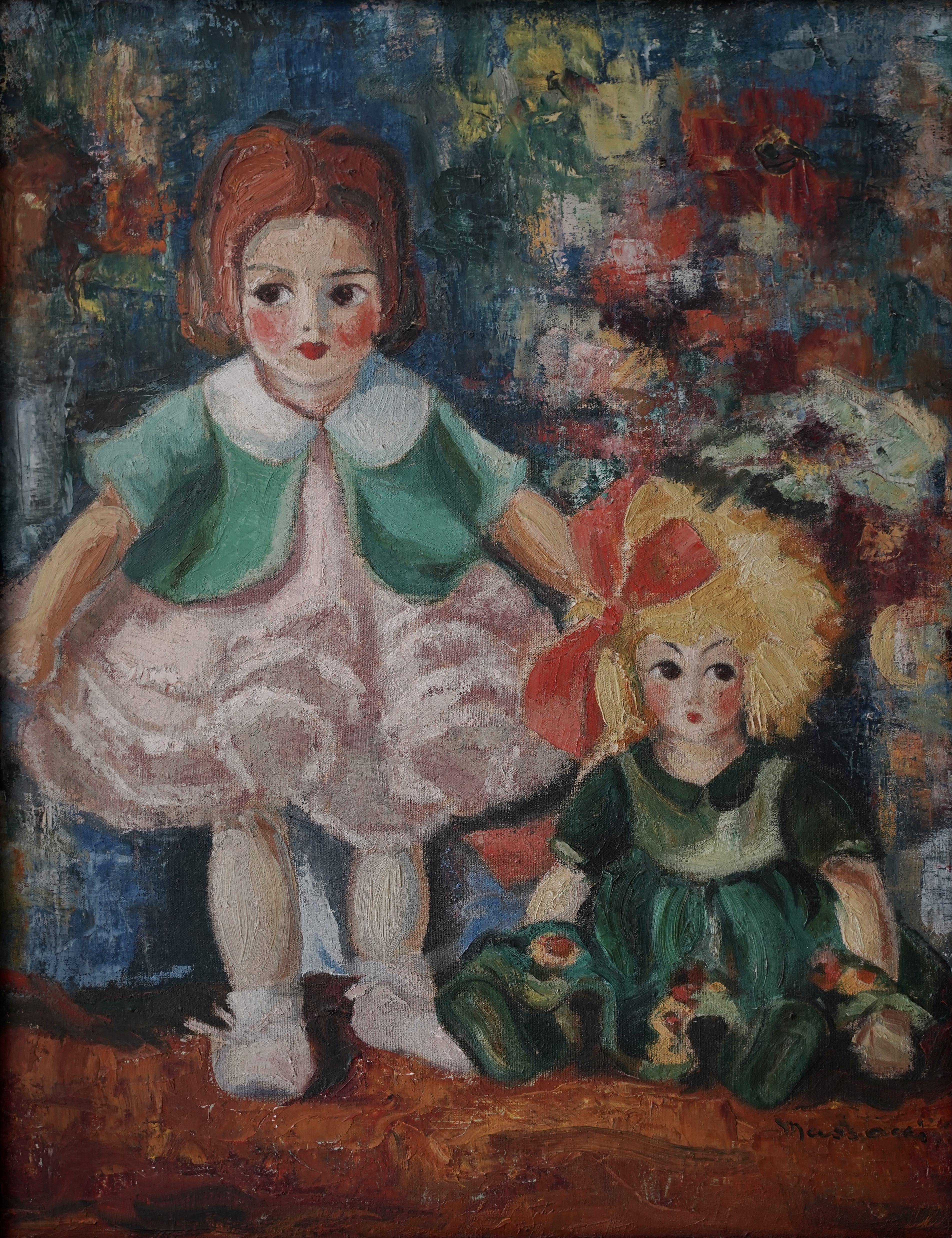
Lalki
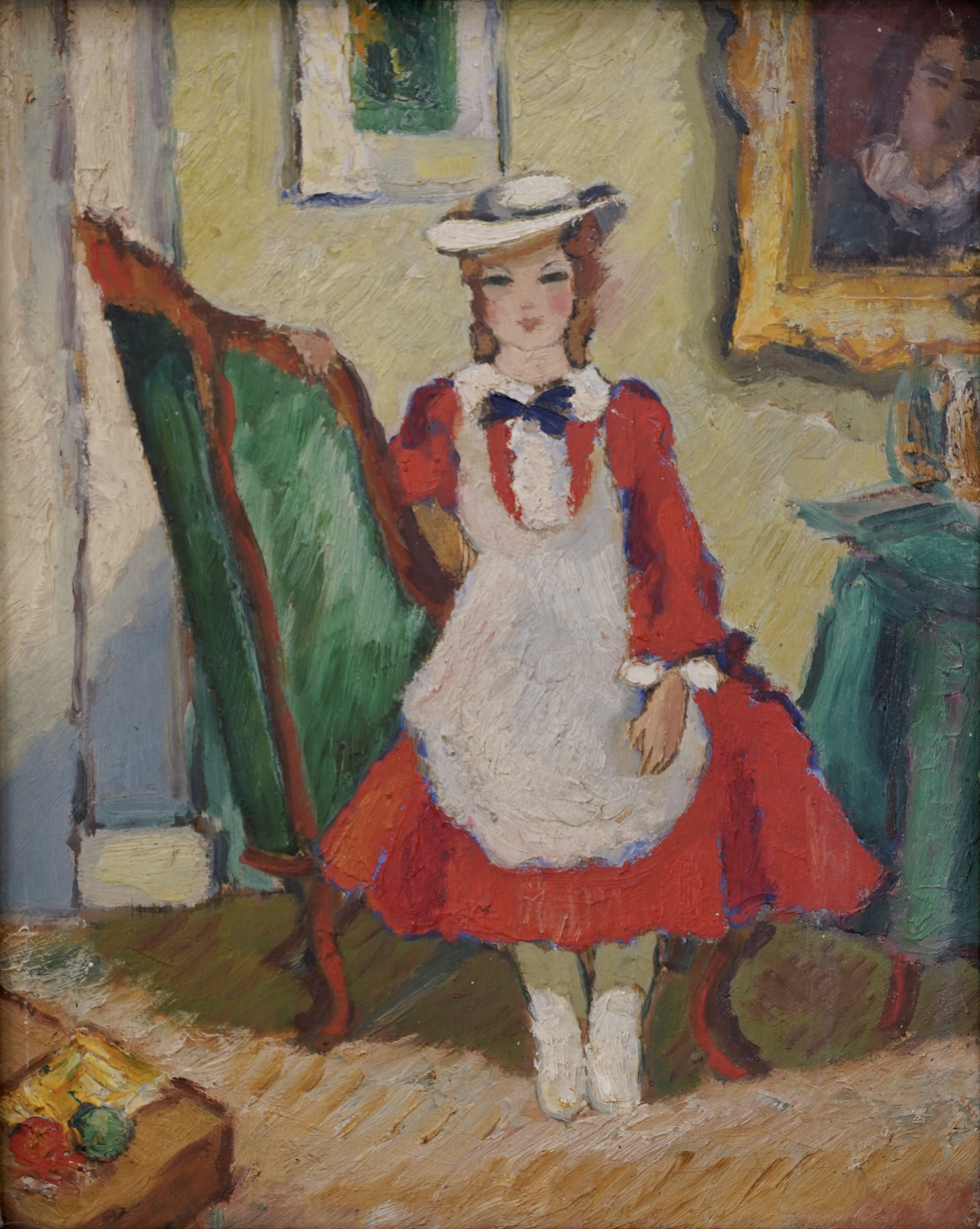
Fetita in rochie rosie
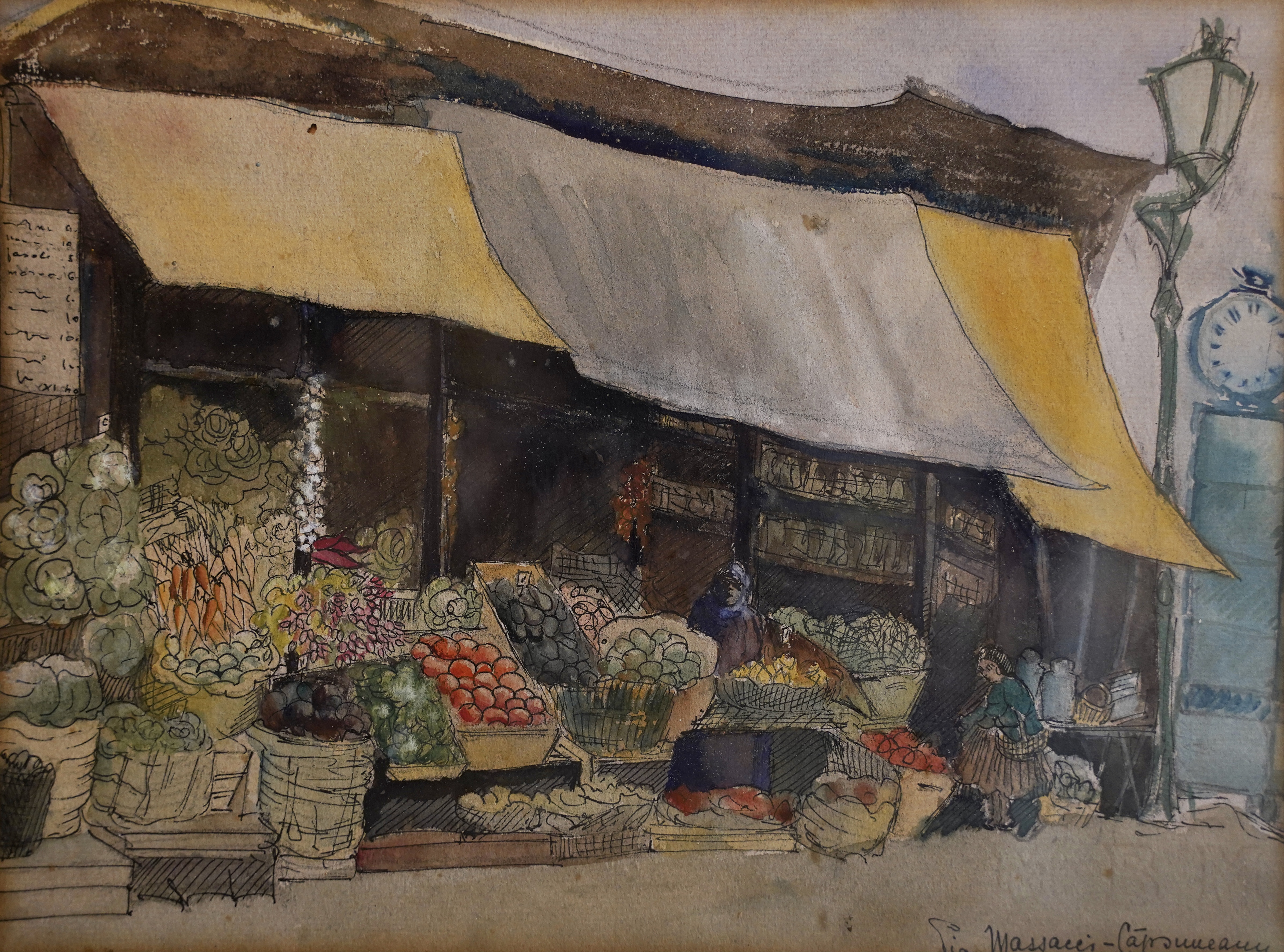
Piata Matache Macelaru